# Linisa bicruris
Linisa bicruris is een slakkensoort uit de familie van de Polygyridae. De wetenschappelijke naam van de soort werd voor het eerst geldig gepubliceerd in 1857 door L. Pfeiffer als Helix bicruris.